# Ixora auriculata
Ixora auriculata är en måreväxtart som beskrevs av Adolph Daniel Edward Elmer. Ixora auriculata ingår i släktet Ixora och familjen måreväxter. Inga underarter finns listade i Catalogue of Life.